# グランディーズ
株式会社グランディーズは、不動産の販売、建築請負、建築・不動産コンサルティングを行う会社。東京証券取引所グロース市場及び福岡証券取引所Q-Board市場上場銘柄のひとつである（証券コードは3261）。

## 沿革
- 2006年11月22日 - 大分県大分市都町に設立。
- 2008年4月15日 - 日本証券業協会グリーンシート銘柄指定。
- 2012年12月21日 - 福岡証券取引所Q-Board市場へ株式上場。
- 2014年12月22日 - 東京証券取引所マザーズに株式上場 [1][2]。
- 2022年4月4日 - 東京証券取引所グロースへ移行